# Baixian, Jiangsu
Baixian är en socken i Kina. Den ligger i provinsen Jiangsu, i den östra delen av landet, omkring 260 kilometer norr om provinshuvudstaden Nanjing. Antalet invånare är 34 670. Befolkningen består av 17 081 kvinnor och 17 589 män. Barn under 15 år utgör 22,0 %, vuxna 15-64 år 69 %, och äldre över 65 år 8,0 %.
Runt Baixian är det tätbefolkat, med 709 invånare per kvadratkilometer. Närmaste större samhälle är Banpu, 18,6 km norr om Baixian. Trakten runt Baixian består till största delen av jordbruksmark.
Genomsnittlig årsnederbörd är 1 072 millimeter. Den regnigaste månaden är juli, med i genomsnitt 287 mm nederbörd, och den torraste är januari, med 12 mm nederbörd.